# Ribeirão (Vila Nova de Famalicão)
Ribeirão is een plaats (freguesia) in de Portugese gemeente Vila Nova de Famalicão en telt 8298 inwoners (2001).